# Lisandro Otero
Pour les articles homonymes, voir Otero.
Lisandro Otero González (né le 4 juin 1932 à la Havane et mort le 3 janvier 2008 dans la même ville) est un romancier et journaliste cubain.

## Biographie
Né à la Havane, Lisandro Otero remporta le Prix national de Littérature en 2002 et était le directeur de la Cuban Academy of Language d'octobre 2004 à sa mort. Il était aussi membre de l'Académie royale de la langue espagnole et membre de l'Académie nord-américaine de la langue espagnole. Il décroche des diplômes de journalisme, de philosophie et de lettres à l'Université de la Havane en 1954. Il étudia également à la Sorbonne entre 1954 et 1956.
Il a dirigé plusieurs publications importantes du pays, comme Cuba Magazine, le journal Revolución et le magazine Cuba Revolución y Cultura. Il a également collaboré avec quelques autres publications, telles que Bohemia, Carteles, Granma, Juventud Rebelde, El Mundo, Casa de las Américas, Unión, La Gaceta de Cuba et également dans Le Monde diplomatique, Partisans, Europe, Washington Post, Excelsior Du Mexique et récemment à El Sol de Mexico.
Otero a remporté un prix de littérature lors d'une concours organisé par le Casa de las Américas en 1963 avec La situación (La situation). En 1965, il a obtenu la mention au prix Biblioteca Breve à Barcelone avec son roman Pasión de Urbino (La passion de Urbino), et a reçu le prix de la critique littéraire pour son roman Temporadas de Angeles (Saisons des anges) en 1983.
Il possède des fonctions diplomatiques comme conseiller culturel dans les représentations diplomatiques cubaines au Chili, au Royaume-Uni et en Union des républiques socialistes soviétiques. Il est l'auteur du scénario de la comédie musicale El Solar, adapté au cinéma et à l'opéra. Ses livres sont traduits en allemand, en italien, en français, en anglais, en russe, en roumain, en bulgare, en hongrois et en tchèque.
Otero est récompensé du prix national du journalisme de Cuba, de l'ordre de Félix Elmuza, de la Médaille du Combattant de la lutte clandestine et de la Médaille commémorative du trentième anniversaire des Forces armées cubaines, ainsi que la Médaille d'Alejo Carpentier. Il reçoit aussi l'ordre national de l'excellence de la République française et le Prix national du journalisme décerné par le Club des journalistes du Mexique.

## Œuvres
- Tabaco para un Jueves Santo y otros cuentos cubanos Paris, 1955. /Cuba: Z.D.A., La Havane, 1960. /Hemingway, La Havane, 1963.
- La situación, Roman, La Havane, 1963; Santiago de Chile, 1967..
- Pasión de Urbino, Buenos Aires, 1966; La Havane, 1967.
- En busca de Viet Nam, (essais), La Havane, 1970.
- En ciudad semejante, Roman, La Havane, 1970.
- Temporada de Angeles, La Havane, 1983.
- Bolero, 1984.
- Llover sobre mojado, La Havane, 1997.
- El árbol de la vida , 1990.
- De Gutenberg a Bill Gates La Havane, 2003.
- Charada, La Havane, 2004.